# Мар’їно (Бутурлинський район)
Мар’їно (рос. Марьино) — село в Бутурлинському районі Нижньогородської області Російської Федерації.
Населення становить 106 осіб. Входить до складу муніципального утворення Большебакалдська сільрада.

## Історія
Від 2009 року входить до складу муніципального утворення Большебакалдська сільрада.

## Населення
| 1999 | 2002 | 2010 |
| ---- | ---- | ---- |
| 151  | ↗153 | ↘106 |